# فقد الإرادة
فقد الإرادة  (بالإنجليزية: Aboulia أو Abulia ،باليونانية: Αβουλία ) هو أحد أعراض الاضطرابات المرضية النفسية للنشاط العقلي . يتجلى المرض في فقدان المريض الحوافز للقيام بالعمل أو الواجبات، كما أنه غير قادر على اتخاذ القرارات والتصرف بشكل صحيح؛ على الرغم من أنه يدرك ضرورة القيام بذلك. قد يصل المصاب إلى مرحلة فقد الإرادة الكلي وبالتالي يدخل في العزلة الاجتماعية.  كثيرا ما يرتبط مع الزيادة المفرطة في التلقائية وضعف الإرادة.
فقد الإرادة يمكن علاجه، حيث أنه دائما عرض من أعراض مرض آخر  مثل  الاكتئاب.
- فقد الإرادة يعرف أيضا بمرض بلوك الذي يعني أيضا إلى جانب فقد الإرادة؛ اللاخطوية واللاخطوية-اللاوقوفية.